# Amathos (Sohn des Makedon)
Amathos (altgriechisch Ἄμαθος Ámathos) ist eine Person der griechischen Mythologie.
Nach einem Scholion zur Ilias ist er der Sohn des Makedon, des eponymen Heros von Makedonien, und ein Enkel des Zeus und der Aithria. Amathos wird als eponymer Heros der makedonischen Stadt Amathia genannt, sein Bruder ist Pieros, der namensgebende Heros der Stadt Pieria.